# Bättwil
Bättwil é uma comuna da Suíça, situada no distrito de Dorneck, no cantão de Soleura. Tem 1,69 km² de área e sua população em 2018 foi estimada em 1.186 habitantes.